# Гайгово
Гайгово — деревня в Алёховщинском сельском поселении Лодейнопольского района Ленинградской области.

## История

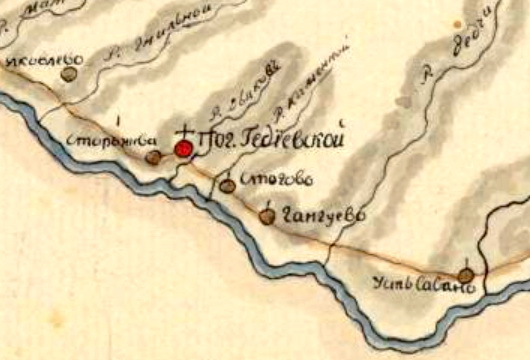
Деревня Гайгово на плане 1818 года

Согласно плану западной части Лодейнопольского уезда 1818 года деревня называлась Гангуево.

ГАНГОВО СЕЛЬЦО (ГАЙЦОВО) — деревня при реке Ояти, число дворов — 10, число жителей: 26 м. п., 21 ж. п., часовня православная . (1879 год)

ГАЙГОВА — деревня на реке Ояти, население крестьянское: домов — 11, семей — 11, мужчин — 35, женщин — 38, всего — 73; некрестьянское: нет; лошадей — 8, коров — 16, прочего — 20 . (1905 год)

В конце XIX — начале XX века деревня административно относилась к Шапшинской волости 1-го стана Лодейнопольского уезда Олонецкой губернии.
С 1917 по 1920 год деревня Гайково входила в состав Гайковского сельсовета Шапшинской волости Лодейнопольского уезда Олонецкой губернии.
С 1921 года в составе Гонгинского сельсовета.
С 1922 года в составе Петроградской губернии.
С 1923 года в составе Суббочинской волости Ленинградской губернии.
С февраля 1927 года вновь в составе Шапшинской волости, с августа 1927 года в составе Оятского района.
С 1928 года в составе Алёховщинского сельсовета.
Согласно карте Ленинградской области Северо-западного аэрогеодезического треста ГГУ издания 1932 года деревня насчитывала 9 крестьянских дворов.
По данным 1933 года деревня называлась Гайгово и входила в состав Алёховщинского сельсовета Оятского района.
В 1939 году население деревни составляло 135 человек.

Деревня Гайгово на карте РККА 1940 года

С 1955 года в составе Лодейнопольского района.
В 1958 году население деревни составляло 100 человек.
По данным 1966, 1973 и 1990 годов деревня Гайгово также входила в состав Алёховщинского сельсовета.
В 1997 году в деревне Гайгово Алёховщинской волости проживали 26 человек, в 2002 году — 21 человек (русские — 95 %).
В 2007 году в деревне Гайгово Алёховщинского СП проживали 11 человек, в 2010 году — 15, в 2014 году — 14 человек.

## География
Деревня расположена в центральной части района на автодороге 41К-016 (Станция Оять — Плотично).
Расстояние до административного центра поселения — 1 км.
Расстояние до ближайшей железнодорожной станции Лодейное Поле — 46 км.
Деревня находится на правом берегу реки Оять.

## Демография
| 1879 | 1905 | 1939 | 1958 | 1997 | 2007 | 2010 |
| ---- | ---- | ---- | ---- | ---- | ---- | ---- |
| 47   | ↗73  | ↗135 | ↘100 | ↘26  | ↘11  | ↗15  |
| 2014 | 2015 | 2016 | 2017 |      |      |      |
| ↘14  | →14  | ↗17  | ↗18  |      |      |      |

Национальный состав
Согласно данным Всероссийской переписи населения 2021 года в деревне проживали 16 человек, все русские.

## Инфраструктура
На 1 января 2014 года в деревне было зарегистрировано: хозяйств — 7, частных жилых домов — 29.
На 1 января 2015 года в деревне зарегистрировано: хозяйств — 8, жителей — 14.